# Liste des gouverneurs de l'oblast de Mourmansk
Le gouverneur de l'oblast de Mourmansk est le chef du pouvoir exécutif du sujet de l'oblast de Mourmansk en Russie. Il est élu au suffrage universel direct à deux tours.

## Gouverneurs de l'oblast

### Depuis 1991
| No                                  | Portrait          | Nom                                | Appartenance politique | Début de mandat       | Fin de mandat     | Élections           |
| ----------------------------------- | ----------------- | ---------------------------------- | ---------------------- | --------------------- | ----------------- | ------------------- |
| 1                                   |                   | Ievgueni Komarov (en) (né en 1942) | Indépendant            | 10 novembre 1991 1991 | 7 décembre 1996   |                     |
| 3                                   |                   | Iouri Ievdokimov (en) (né en 1966) | Russie unie            | 7 décembre 1996       | 25 mars 2009      | 1996 2000 2004 2007 |
| -                                   |                   | Dmitri Dmitrienko (en)             | Russie unie            | 25 mars 2009          | 4 avril 2012      | 2009                |
| -                                   |                   | Marina Kovtoun (en) (née en 1962)  | Russie unie            | 4 avril 2012          | 13 avril 2012     | 2012 2014           |
| 4                                   | 13 avril 2012     | Marina Kovtoun (en) (née en 1962)  | Russie unie            | 5 mai 2014            |                   | 2012 2014           |
| -                                   | 5 mai 2014        | Marina Kovtoun (en) (née en 1962)  | Russie unie            | 8 octobre 2014        |                   | 2012 2014           |
| (4)                                 | 8 octobre 2014    | Marina Kovtoun (en) (née en 1962)  | Russie unie            | 21 mars 2019          |                   | 2012 2014           |
| -                                   |                   | Andreï Tchibis (né en 1979)        | Russie unie            | 21 mars 2019          | 27 septembre 2019 | 2019                |
| 5                                   | 27 septembre 2019 | Andreï Tchibis (né en 1979)        | Russie unie            | En cours              |                   | 2019                |
| *élections par la Douma de l'oblast |                   |                                    |                        |                       |                   |                     |